# Euphrasia intricata
Euphrasia intricata är en snyltrotsväxtart som beskrevs av Rodolfo Amando Philippi. Euphrasia intricata ingår i släktet ögontröster, och familjen snyltrotsväxter. Inga underarter finns listade i Catalogue of Life.